# Associazione Calcio Torino 1963-1964
Questa voce raccoglie le informazioni riguardanti l'Associazione Calcio Torino nelle competizioni ufficiali della stagione 1963-1964.

## Rosa
| N. |                   | Ruolo | Calciatore          |
| -- | ----------------- | ----- | ------------------- |
|    | Italia (bandiera) | P     | Adriano Reginato    |
|    | Italia (bandiera) | P     | Lido Vieri          |
|    | Italia (bandiera) | D     | Enzo Bearzot        |
|    | Italia (bandiera) | D     | Luciano Buzzacchera |
|    | Italia (bandiera) | D     | Remo Lancioni       |
|    | Italia (bandiera) | D     | Fabrizio Poletti    |
|    | Italia (bandiera) | C     | Giorgio Puia        |
|    | Italia (bandiera) | D     | Roberto Rosato      |
|    | Italia (bandiera) | D     | Piero Scesa         |
|    | Italia (bandiera) | D     | Luciano Teneggi     |
|    | Italia (bandiera) | C     | Giancarlo Cella     |

| N. |                        | Ruolo | Calciatore                 |
| -- | ---------------------- | ----- | -------------------------- |
|    | Italia (bandiera)      | C     | Amilcare Ferretti          |
|    | Italia (bandiera)      | C     | Giorgio Ferrini (capitano) |
|    | Italia (bandiera)      | C     | Giambattista Moschino      |
|    | Italia (bandiera)      | A     | Enrico Albrigi             |
|    | Italia (bandiera)      | A     | Carlo Crippa               |
|    | Italia (bandiera)      | A     | Ulisse Gualtieri           |
|    | Inghilterra (bandiera) | A     | Gerry Hitchens             |
|    | Italia (bandiera)      | A     | Luigi Meroni               |
|    | Spagna (bandiera)      | A     | Joaquín Peiró              |
|    | Italia (bandiera)      | A     | Luigi Simoni               |
|    | Italia (bandiera)      | A     | Gianfranco Trombini        |

## Calciomercato
| Acquisti | Acquisti              | Acquisti          | Acquisti      |
| R.       | Nome                  | da                | Modalità      |
| -------- | --------------------- | ----------------- | ------------- |
| P        | Adriano Reginato      | Treviso           | definitivo    |
| D        | Bruno Baiardo         | Miranese          | definitivo    |
| D        | Giorgio Puia          | Lanerossi Vicenza | definitivo    |
| C        | Aldo Agroppi          | Piombino          | definitivo    |
| C        | Giambattista Moschino | Lazio             | fine prestito |
| A        | Enrico Albrigi        | Verona            | fine prestito |

| Cessioni | Cessioni          | Cessioni | Cessioni      |
| R.       | Nome              | da       | Modalità      |
| -------- | ----------------- | -------- | ------------- |
| P        | Gianni Gennari    | Asti     | definitivo    |
| P        | Luciano Panetti   |          | svincolato    |
| P        | Silvano Vincenzi  | Parma    | definitivo    |
| D        | Natalino Fossati  | Genoa    | prestito      |
| D        | Antonino Gerbaudo | Cosenza  | definitivo    |
| D        | Giovanni Mialich  |          | fine carriera |
| C        | Marcos Locatelli  | Genoa    | definitivo    |
| C        | Angelo Spanio     | Parma    | definitivo    |
| A        | Antonio Cardillo  | Venezia  | definitivo    |
| A        | Giancarlo Danova  | Catania  | definitivo    |
| A        | Ulisse Gualtieri  | Cosenza  | definitivo    |
| A        | Giampaolo Piaceri | Genoa    | definitivo    |

## Risultati

### Serie A

#### Girone di andata
| Arbitro: | Marchese (Napoli) |

|             |           |                  |
| Vastola 48’ | Marcatori | 82’ (rig.) Peiró |

| Torino 22 settembre 1963, ore 15:30 UTC+1 2ª giornata | Torino           | 0 – 0 | Bologna | Stadio Comunale (35.000 spett.)\| Arbitro: \| Sbardella (Roma) \| |
| Arbitro:                                              | Sbardella (Roma) |       |         |                                                                   |

| Torino 29 settembre 1963, ore 15:30 UTC+1 4ª giornata | Torino              | 0 – 0 | Milan | Stadio Comunale (50.000 spett.)\| Arbitro: \| Francescon (Padova) \| |
| Arbitro:                                              | Francescon (Padova) |       |       |                                                                      |

| Mantova 6 ottobre 1963, ore 15:00 UTC+1 5ª giornata | Mantova           | 0 – 0 | Torino | Stadio Danilo Martelli\| Arbitro: \| D'Agostini (Roma) \| |
| Arbitro:                                            | D'Agostini (Roma) |       |        |                                                           |

| Arbitro: | Rigato (Mestre) |

|           |           |  |
| Prenna 6’ | Marcatori |  |

| Arbitro: | Roversi (Bologna) |

|                       |           |            |
| Peiró 37’ Ferrini 82’ | Marcatori | 46’ Rivara |

| Arbitro: | Gambarotta (Genova) |

|                                |           |              |
| Nené 3’ del Sol 29’ Sívori 32’ | Marcatori | 87’ Hitchens |

| Arbitro: | Sbardella (Roma) |

|                                               |           |              |
| Ciccolo 38’ Corso 41’ (rig.) Cella 71’ (aut.) | Marcatori | 83’ Hitchens |

| Arbitro: | Campanati (Milano) |

|                                        |           |  |
| De Sisti 37’ Orlando 71’ Malatrasi 74’ | Marcatori |  |

| Arbitro: | Marchese (Napoli) |

|                       |           |  |
| Albrigi 36’ Peiró 60’ | Marcatori |  |

| Arbitro: | Angonese (Mestre) |

|             |           |           |
| Canella 11’ | Marcatori | 31’ Peiró |

| Arbitro: | Carminati (Milano) |

|               |           |  |
| Peiró 1’, 49’ | Marcatori |  |

| Arbitro: | Marchese (Napoli) |

|             |           |            |
| Morelli 26’ | Marcatori | 9’ Ferrini |

| Torino 29 dicembre 1963, ore 14:30 UTC+1 15ª giornata | Torino           | 0 – 0 | Modena | Stadio Comunale\| Arbitro: \| Ferrari (Milano) \| |
| Arbitro:                                              | Ferrari (Milano) |       |        |                                                   |

| Arbitro: | Roversi (Bologna) |

|                               |           |  |
| Hitchens 44’, 88’ Ferrini 82’ | Marcatori |  |

| Genova 12 gennaio 1964, ore 14:30 UTC+1 17ª giornata | Sampdoria      | 0 – 0 | Torino | Stadio Luigi Ferraris (10.000 spett.)\| Arbitro: \| Rancher (Roma) \| |
| Arbitro:                                             | Rancher (Roma) |       |        |                                                                       |

| Arbitro: | Righi (Milano) |

|                  |           |                                         |
| Peiró 15’ (rig.) | Marcatori | 43’ (rig.) Catalano 77’ Bruno Siciliano |

#### Girone di ritorno
| Torino 26 gennaio 1964, ore 14:30 UTC+1 18ª giornata | Torino          | 0 – 0 | Lanerossi Vicenza | Stadio Comunale (15.000 spett.)\| Arbitro: \| Sebastio (Roma) \| |
| Arbitro:                                             | Sebastio (Roma) |       |                   |                                                                  |

| Arbitro: | Sbardella (Roma) |

|                                              |           |              |
| Nielsen 16’ Pascutti 52’ Bulgarelli 60’, 82’ | Marcatori | 83’ Hitchens |

| Arbitro: | Marchese (Napoli) |

|  |           |                     |
|  | Marcatori | 7’ Jair 59’ Mazzola |

| Arbitro: | Angonese (Mestre) |

|              |           |             |
| Amarildo 17’ | Marcatori | 65’ Ferrini |

| Arbitro: | Rigato (Mestre) |

|                                                  |           |                       |
| Hitchens 12’ Peiró 19’ Puia 82’, 84’ Poletti 87’ | Marcatori | 4’ Simoni 30’ Mazzero |

| Torino 1º marzo 1964, ore 15:00 UTC+1 23ª giornata | Torino             | 0 – 0 | Catania | Stadio Comunale (22.000 spett.)\| Arbitro: \| Angelini (Firenze) \| |
| Arbitro:                                           | Angelini (Firenze) |       |         |                                                                     |

| Genova 8 marzo 1964, ore 15:00 UTC+1 24ª giornata | Genoa                 | 0 – 0 | Torino | Stadio Luigi Ferraris\| Arbitro: \| De Marchi (Pordenone) \| |
| Arbitro:                                          | De Marchi (Pordenone) |       |        |                                                              |

| Torino 15 marzo 1964, ore 15:00 UTC+1 25ª giornata | Torino             | 0 – 0 | Juventus | Stadio Comunale (35.000 spett.)\| Arbitro: \| Campanati (Milano) \| |
| Arbitro:                                           | Campanati (Milano) |       |          |                                                                     |

| Arbitro: | Angonese (Mestre) |

|  |           |                            |
|  | Marcatori | 3’, 61’ Ferrini 88’ Crippa |

| Arbitro: | Carminati (Milano) |

|                  |           |                    |
| Hitchens 1’, 76’ | Marcatori | 79’, 83’ Angelillo |

| Arbitro: | Angonese (Mestre) |

|  |           |              |
|  | Marcatori | 57’ Hitchens |

| Arbitro: | Bernardis (Trieste) |

|  |           |                                      |
|  | Marcatori | 8’ Lojacono 57’ Hamrin 68’ Seminario |

| Roma 26 aprile 1964, ore 15:30 UTC+1 30ª giornata | Lazio              | 0 – 0 | Torino | Stadio Olimpico (30.000 spett.)\| Arbitro: \| Campanati (Milano) \| |
| Arbitro:                                          | Campanati (Milano) |       |        |                                                                     |

| Arbitro: | Righi (Milano) |

|             |           |  |
| Ferrini 41’ | Marcatori |  |

| Modena 17 maggio 1964, ore 16:00 UTC+1 32ª giornata | Modena       | 0 – 0 | Torino | Stadio Alberto Braglia\| Arbitro: \| Adami (Roma) \| |
| Arbitro:                                            | Adami (Roma) |       |        |                                                      |

| Arbitro: | Rancher (Roma) |

|                 |           |            |
| Magistrelli 84’ | Marcatori | 9’ Albrigi |

| Arbitro: | Campanati (Milano) |

|                       |           |                    |
| Albrigi 34’ Peiró 37’ | Marcatori | 55’ (rig.) Barison |

### Coppa Italia
| Arbitro: | Varazzani (Parma) |

|            |           |                           |
| Sarchi 33’ | Marcatori | 12’, 39’ Peiró 83’ Crippa |

| Arbitro: | Samani (Trieste) |

|                        |           |            |
| Hitchens 15’ Peiró 54’ | Marcatori | 30’ Strada |

| Arbitro: | Varazzani (Parma) |

|            |                      |             |
| Bean 57’   | Marcatori            | 89’ Ferrini |
| Bean Bassi | Tiri di rigore 2 – 5 | Peiró       |

| Arbitro: | D'Agostini (Roma) |

|                                        |           |             |
| Puia 56’ Albrigi 59’, 69’ Hitchens 72’ | Marcatori | 57’ Ciccolo |

| Arbitro: | De Marchi (Pordenone) |

|                        |           |  |
| Hitchens 15’ Peiró 60’ | Marcatori |  |

| Roma 6 settembre 1964, ore 20:30 UTC+1 Finale | Roma               | 0 – 0 (d.t.s.) | Torino | Stadio Olimpico (33.199 spett.)\| Arbitro: \| Campanati (Milano) \| |
| Arbitro:                                      | Campanati (Milano) |                |        |                                                                     |

| Arbitro: | Campanati (Milano) |

|  |           |            |
|  | Marcatori | 85’ Nicolè |

## Statistiche

### Statistiche di squadra
| Competizione | Punti | In casa | In casa | In casa | In casa | In casa | In casa | In trasferta | In trasferta | In trasferta | In trasferta | In trasferta | In trasferta | Totale | Totale | Totale | Totale | Totale | Totale | DR |
| Competizione | Punti | G       | V       | N       | P       | Gf      | Gs      | G            | V            | N            | P            | Gf           | Gs           | G      | V      | N      | P      | Gf     | Gs     | DR |
| ------------ | ----- | ------- | ------- | ------- | ------- | ------- | ------- | ------------ | ------------ | ------------ | ------------ | ------------ | ------------ | ------ | ------ | ------ | ------ | ------ | ------ | -- |
| Serie A      | 35    | 17      | 7       | 7       | 3       | 20      | 13      | 17           | 2            | 10           | 5            | 12           | 19           | 34     | 9      | 17     | 8      | 32     | 32     | 0  |
| Coppa Italia | -     | 4       | 3       | 0       | 1       | 8       | 3       | 3            | 1            | 2            | 0            | 4            | 2            | 7      | 4      | 2      | 1      | 12     | 5      | +7 |
| Totale       | -     | 21      | 10      | 7       | 4       | 28      | 16      | 20           | 3            | 12           | 5            | 16           | 21           | 41     | 13     | 19     | 9      | 44     | 37     | +7 |

### Statistiche dei giocatori
| Giocatore      | Serie A  | Serie A | Coppa Italia | Coppa Italia | Totale   | Totale |
| Giocatore      | Presenze | Reti    | Presenze     | Reti         | Presenze | Reti   |
| -------------- | -------- | ------- | ------------ | ------------ | -------- | ------ |
| E. Albrigi     | 11       | 3       | 4            | 2            | 15       | 5      |
| E. Bearzot     | 2        | 0       | 0            | 0            | 2        | 0      |
| L. Buzzacchera | 21       | 0       | 4            | 0            | 25       | 0      |
| G. Cella       | 27       | 0       | 6            | 0            | 33       | 0      |
| C. Crippa      | 15       | 1       | 3            | 1            | 18       | 2      |
| A. Ferretti    | 21       | 0       | 7            | 0            | 28       | 0      |
| G. Ferrini     | 32       | 7       | 5            | 1            | 37       | 8      |
| U. Gualtieri   | 3        | 0       | 0            | 0            | 3        | 0      |
| G. Hitchens    | 32       | 9       | 7            | 3            | 39       | 12     |
| R. Lancioni    | 12       | 0       | 3            | 0            | 15       | 0      |
| L. Meroni      | -        | -       | 2            | 0            | 2        | 0      |
| G. Moschino    | 23       | 0       | 6            | 0            | 29       | 0      |
| J. Peiró       | 32       | 9       | 5            | 4            | 37       | 13     |
| F. Poletti     | 25       | 1       | 3            | 0            | 28       | 1      |
| G. Puia        | 32       | 2       | 5            | 1            | 37       | 3      |
| A. Reginato    | 9        | -4      | 2            | -2           | 11       | -6     |
| R. Rosato      | 30       | 0       | 4            | 0            | 34       | 0      |
| P. Scesa       | 11       | 0       | 3            | 0            | 14       | 0      |
| L. Simoni      | -        | -       | 1            | 0            | 1        | 0      |
| L. Teneggi     | 10       | 0       | 4            | 0            | 14       | 0      |
| G. Trombini    | 1        | 0       | 0            | 0            | 1        | 0      |
| L. Vieri       | 25       | -28     | 5            | -3           | 30       | -31    |

## Giovanili

### Piazzamenti
- Primavera:
  - Campionato:[7]